# Ephraim Gerhard

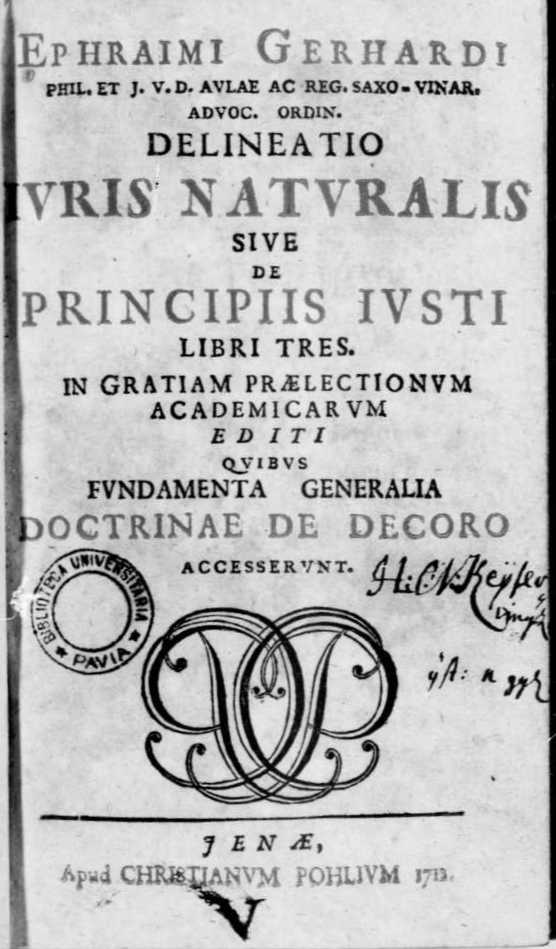
Delineatio iuris naturalis, 1712

Ephraim Gerhard, in latino Ephraimus Gerhardus (Podgórzyn, 1682 – Altdorf bei Nürnberg, 1718), è stato un giurista e storico della filosofia tedesco.

## Biografia
Nato a Podgórzyn nella bassa Slesia nel 1682, studiò a Breslavia, Wittenberg, Lipsia e Jena, dove nel 1704 divenne magister in teologia. Dal 1709 studiò diritto a Halle.
Fu docente di giurisprudenza ad Altdorf bei Nürnberg, dove morì precocemente nel 1718.

## Opere
- (LA) Delineatio iuris naturalis, Jena, Christian Pohl, 1712.
- Delineatio philosophiae rationalis.
- Delineatio juris civilis privati romano-germanici.